# Colossal Arena
Colossal Arena es la reedición con pequeños cambios del juego de cartas Titan: The Arena diseñado por Reiner Knizia en 1997. En él hay 12 criaturas fantásticas que simularán un enfrentamiento entre ellas de tal forma que sólo unas pocas quedarán vivas. Los jugadores deben ir realizando apuestas sobre qué criaturas quedarán vivas al final del juego. Cada apuesta acertada vale una serie de puntos; aquel que obtenga el máximo de puntos es el ganador.

## Contenido
El juego, en su edición dentro de la línea Silver Line de Fantasy Flight Games, se presenta en una caja amarilla de 15x25 cm de lado y unos 5 cm de alto. Dentro de la caja hay:
- 12 cartas: cada una representa a una criatura con un poder propio. Las criaturas que hay son: Gorgon, Magus, Amazon, Daimon, Seraphim, Colossus, Troll, Unicorn, Ettin, Titan, Cyclops y Wyrm.
- 132 cartas de combate: son las cartas que se usarán para ir asignando un valor de combate a cada una de las criaturas y que a lo largo de la partida irán determinando qué criatura vive y cuál no. Hay 11 cartas por criatura (numeradas de 0 a 10).
- 11 cartas de espectador: son unas cartas especiales que se usan como comodines y representan las intervenciones de "espontáneos" que saltan a la arena y afectan al desarrollo del combate. Numeradas del 0 al 10 al igual que las de combate.
- 3 cartas de árbitro: otras cartas especiales que permiten acciones extras.
- 5 cartas de sumario: un breve resumen del orden de las acciones que pueden realizar los jugadores como recordatorio para las primeras partidas.
- 25 fichas de colores: 5 por jugador y representan las apuestas que iremos haciendo.
- 1 libreto de reglas: las instrucciones del juego.

## Mecánica del juego
Cada uno de los jugadores tendrá en mano una serie de cartas y por turnos irán haciendo sus jugadas para ir asignando una fuerza de combate a las criaturas que haya en juego. Aquella criatura que acabe la ronda con menor fuerza de combate será eliminada, y por lo tanto, todos aquellos jugadores que hubieran apostado por ella perderán la o las fichas que hubieran apostado.
Al principio del juego, de las 12 criaturas disponibles se seleccionarán sólo 8; las 4 restantes no participan en la partida. De esta forma se añade variedad a las partidas ya que según la combinación de criaturas que se las jugadas posibles serán distintas. 
El juego se desarrolla a lo largo de un máximo de 5 rondas, cada una de ellas compuesta por un número variable de jugadas. El paso de una ronda a otra lo determina el hecho de que todas las criaturas vivas actualmente tengan al menos una carta jugada sobre ellas. Al final de cada ronda siempre morirá una criatura, y será aquella que tenga el menor valor de combate. En caso de empate una ronda no se considera terminada y se sigue hasta que se rompa el desempate.
Los jugadores podrán ir haciendo en su turno apuestas sobre aquella o aquellas criaturas que crean que van a ser las que van a sobrevivir al final del juego. Una de estas apuestas podrá ser oculta, aunque deberá hacerse antes de que haya muerto la primera de las criaturas. El resto de las apuestas serán visibles para todos los jugadores. Una apuesta tendrá más valor cuantas más criaturas queden vivas en el momento de hacerla, pero también hay más posibilidades para elegir, lo que añade incertidumbre ya que al final del juego sólo unas pocas criaturas estarán vivas. Un jugador puede realizar múltiples apuestas (en diferentes rondas) sobre una misma criatura, reforzando así su apuesta en ella (y posiblemente garantizándose el control del poder de la criatura). Una misma criatura no puede recibir más de una apuesta por ronda.
Por turnos, los jugadores irán jugando cartas de las que tienen en mano, intentando que sean las criaturas por las que han apostado las que sobrevivan a la ronda y mueran las de los demás, lo que se puede conseguir de varias formas, por ejemplo asignando cartas con valor alto a las criaturas apostadas o asignando valores bajos a las no apostadas. También es importante tener en cuenta que las cartas ya jugadas no pueden volverse a jugar, lo que da lugar a deducir posibles jugadas según las cartas que hay todavía disponibles. Una carta jugada sobre una criatura anula el valor de cualquier posible carta anteriormente jugada sobre ella.
Por otro lado, aquella persona que tenga la apuesta actual más elevada sobre una criatura tendrá derecho a usar el poder especial de dicha criatura cada vez que juegue una carta sobre ella (esto tiene una excepción y es que una carta jugada sobre una carta de espectador no permite hacer uso de la habilidad especial). Estos poderes especiales añaden mucha estrategia al juego ya que haciendo un sabio uso de ellas se pueden realizar combos y jugadas ingeniosas que nos permitan dar un paso más hacia la victoria. Algunos ejemplos de poderes especiales son por ejemplo el poder hacer dos jugadas seguidas, el poder intercambiar cartas ya colocadas, bloquear algunas cartas de otro jugador durante un turno, etc.
Una apuesta oculta no valdrá ningún punto hasta que no se revele, opción que podrá hacer el jugador voluntariamente para poder tomar el control de una criatura teniendo la apuesta más fuerte en ella.
El juego finaliza cuando hayan muerto 5 criaturas o cuando se haya acabado el mazo de cartas. Una vez llegado al final del juego se procede a puntuar. Las apuestas sobre criaturas que hayan sobrevivido realizadas cuando todas las criaturas estaban vivas valen 4 puntos, las que se hicieran con una criatura muerta valdrán 3, así sucesivamente a medida que haya más criaturas muertas las apuestas valdrán menos. Las apuestas ocultas valdrán 5 puntos si hemos conseguido que sobreviva la criatura apostada.

## Resumen de poderes especiales
Éste es un breve resumen del poder especial que tiene cada criatura del juego:
- Magus: El poder especial del Magus le permite a quien haga uso de él descartarse de cualquier carta (de forma normal un jugador sólo puede descartarse de cartas pertenecientes a criaturas muertas).
- Unicorn: El Unicorn nos permite intercambiar de posición dos cartas visibles que ya estén colocadas sobre la mesa.
- Daimon: Nos permite hacer una apuesta sobre cualquier espacio de apuesta libre de cualquier ronda (incluso rondas pasadas en las que haya podido quedar alguna criatura sin apuesta).
- Troll: Permite a quien haga uso de él recuperar una carta visible de Troll que hubiera sobre la mesa que pasa a la mano del jugador y podrá ser reutilizada en siguientes jugadas.
- Titan: Hace que el jugador que use su poder pueda coger tres cartas de la mano de cualquier otro jugador, mirarlas y quedarse con una de ellas, las otras dos se las devuelve a su dueño.
- Amazon: Permite robar hasta tres cartas del mazo en lugar de una.
- Ettin: Cuando se usa su poder permite al jugador actual jugar una segunda carta.
- Gorgon: El jugador que haga uso de su poder puede forzar a que otro jugador le entregue una carta de la criatura que elija. De no tener ninguna de dicha criatura, deberá enseñar todas las cartas al jugador que ha hecho uso del poder.
- Wyrm: Permite eliminar cualquier carta visible de la ronda actual, dejando como válida la que pudiera haber debajo.
- Cyclops: Una vez se usa su poder, permite forzar a que otro jugador deje sobre la mesa boca abajo la mitad de sus cartas y no podrá utilizarlas durante todo un turno.
- Colossus: Permite anular y recuperar la ficha de una apuesta propia ya hecha, incluso de una criatura muerta.
- Seraphim: Puede usar el poder especial de cualquier criatura muerta.

Las cartas de árbitro son dos (2 Referee y 1 Prefector):
- Referee: Permite recuperar cualquier carta de combate o espectador visible que esté sobre la mesa.
- Prefector: El jugador menciona una criatura, cualquier persona que tenga una apuesta secreta sobre dicha criatura deberá desvelarla.